# Girl Next Door (banda)
Girl Next Door es un trío de pop japonés que debutó en el 2008 bajó su sello discográfico Avex Trax. La banda está conformada por su vocalista Chisa, el guitarrista Yuji Inoue y Daisuke Suzuki en los teclados.

## Historia
Girl Next Door se formó en marzo y posteriormente hicieron su debut oficial en septiembre de 2008. Originalmente Chisa era miembro de la Ma-Kiss y se presentó muchas veces en frente de Max Matsuura (fundador de Avex) a través de Avex Artist Academy. Después de muchos intentos por parte del personal de AAA, Chisa fue finalmente reconocida por Max Matsuura y se introdujo luego Suzuki como tecladista y Inoue como guitarrista. 
Chisa nació el 16 de noviembre de 1985 y se crio en Prefectura de Hyogo. Su nombre completo es Chisa Maekawa (前川 千紗?).
Girl Next Door debutó con su sencillo "Gūzen no Kakuritsu" (偶然の確率?), fue puesto en línea en varios sitios el 29 de mayo de 2008. Desde julio de 2008 había dos millones de visitas. Durante un período de tres meses a partir de su debut, lanzaron tres sencillos. El 24 de diciembre de 2008, lanzaron su álbum debut, donde incluyeron canciones de sus tres sencillos.
El 22 de diciembre de 2008, se creó el club de fanes oficial de la banda "Next Door".
El quinto sencillo de la banda "Infinity" fue lanzado el 19 de junio de 2009. También es el tema principal de la primavera de 2009 del programa de televisión Atashinchi no Danshi y se convirtió en su primer sencillo #1 en el Oricon weekly single charts. También cantó la canción OP del juego Tales of VS. utilizando la canción "Be Your Wings". El trío lanzó su sexto sencillo "Be Your Wings/Friendship/Wait for You" el 5 de agosto de 2009. Fue su primer sencillo triple lado A.
Más tarde, el grupo lanza su sexto sencillo, esta vez un sencillo "invernal". "Orion" es el nombre del nuevo trabajo que sale a la venta el 25 de noviembre de 2009 y se compone de sólo un tema lado A con su respectivo PV. Además de incluir un b-side y un remix eurobeat de Drive Away. El sencillo alcanza el octavo lugar en Oricon, vendiendo un poco más 16 mil copias.
El 20 de enero de 2010, lanzaron su segundo álbum Next Future, incluyendo canciones de los cuatro sencillos y se convirtió en su primer álbum #1 con una venta de primera semana de alrededor de 56.000 copias en el Oricon weekly album charts.
Meses después de esto, se anuncia la salida del octavo sencillo de la banda, "Freedom". Finalmente el sencillo sale a la venta el 16 de junio de 2010, siendo de una sola cara. Lo particular del sencillo es que se ve a Chisa, en un estilo más agresivo y un tanto más sensual, además de verla nuevamente bailando en forma constante, como lo fue en el sencillo Drive Away. La segunda canción del sencillo, es Sayonara, un temas más veraniego y el tercer tema, es un remix Eurobeat del tema Seeds of Dreams. El sencillo logra debutar cuarto en Oricon, con un poco más de 8 mil copias vendidas, siendo el primero desde su debut, en no lograr más de las 10 mil copias en su día debut.
Luego a Freedom, se anuncia el inicio del primer tour de GIRL NEXT DOOR, con el cual recorría algunas localidades de Japón. A la vez, se anuncia que el grupo, participará nuevamente en el a-nation.
A mediados de septiembre, es transmitido parte del primer concierto del grupo por la cadena WOWOW. Luego de ellos, se anuncia la salida del noveno sencillo, el cual se menciona como un "triple lado A". "Ready to be a lady" que saldrá el 13 de octubre de 2010, será el tema principial, el cual es acompañado por los temas "Kaze no Capsule" y "Shiawase no Hikari". Es esta última, la primera en ser liberada, por medio del sitio de Youtube de avex. El tema, una balada, es bien recibido por los fanes, poniendo al tema, entre los más descargados, mediante el sitio de ringtones "Recochoku". Luego de esto, a las dos semanas de salido el tema, sale en los canales de televisión "Kaze no Capsule", el tema, que sigue la línea tradicional del grupo, es aceptado de forma regular, alcanzando buen puesto en Recochoku, pero no tanto como Shiawase no Hikari. Finalmente, el 10 de octubre, días antes de la salida del tema, "Ready to be a lady" es liberado y el día 11, GIRL NEXT DOOR comienza la promoción del sencillo por los diferentes programas de música de Japón. El sencillo se pone a la venta en tres ediciones, las dos tradicionales y una tercera con el CD sencillo y un DVD con el concierto del grupo. El resultado de todo esta gran promoción del sencillo (los tres temas fueron usado para diferentes programas, comerciales, etc.) no dio los frutos esperados, ya que a pesar de que el sencillo debuta en el sexto lugar de Oricon, sólo logra vender 9.138 copias vendidas. Aunque vende más que Freedom, no logra repuntar firmemente las ventas. Ya el segundo día, el tema desciende al puesto 9 y al tercero, llega al 19.
Posterior a esto, se anuncia la salida del décimo sencillo del grupo. "運命のしずく～Destiny's star～" será el nombre de este trabajo que saldrá a la venta el 22 de diciembre de 2010, será un sencillo de doble lado A, con dos temas al mismo estilo de su sencillo anterior. Ambos temas contarán con su respectivo PV, siendo el primer tema citado como Beat Pop song y el segundo tema 星空計画, citado como un Winter Pop song. Además de esto, contará con dos remixes eurobeat, de los temas FRIENDSHIP y Be Your Wings. Lo particular de este sencillo, es que el tema principal, 運命のしずく～Destiny's star, será utilizado como canción principal en la nueva película de ULTRAMAN: ULTRAMAN ZERO, THE MOVIE". Además de las tradicionales ediciones CD y CD+DVD, habrá una tercera edición que contendrá stickers y dos juguetes en miniatura de la película.

## Discografía

### Sencillos
| Lanzamiento | Título                                                                                          | Oricon Singles Charts | Oricon Singles Charts | Oricon Singles Charts | Oricon Singles Charts | Oricon Singles Charts | Oricon Singles Charts | Billboard Japan Charts | Billboard Japan Charts | Billboard Japan Charts | Descargas Digitales (todos los formatos) | Álbum          |
| Lanzamiento | Título                                                                                          | Máxima Posición       | Máxima Posición       | Máxima Posición       | Máxima Posición       | Ventas                | Ventas                | Hot 100                | Hot Airplay            | Hot Singles            | Descargas Digitales (todos los formatos) | Álbum          |
| Lanzamiento | Título                                                                                          | Daily                 | Weekly                | Monthly               | Yearly                | Debut                 | Overall               | Hot 100                | Hot Airplay            | Hot Singles            | Descargas Digitales (todos los formatos) | Álbum          |
| ----------- | ----------------------------------------------------------------------------------------------- | --------------------- | --------------------- | --------------------- | --------------------- | --------------------- | --------------------- | ---------------------- | ---------------------- | ---------------------- | ---------------------------------------- | -------------- |
| 2008/09/03  | "Gūzen no Kakuritsu" (偶然の確率)?)                                                             | 3                     | 3                     | 17                    | 125                   | 30.025                | 58.137                | 2                      | 1                      | 5                      | -                                        | Girl Next Door |
| 2008/10/08  | "Drive away/Shiawase no Jōken" (Drive away/幸福の条件?)                                         | 3                     | 3                     | 18                    | 218                   | 21.081                | 33.474                | 3                      | 2                      | 6                      | -                                        | Girl Next Door |
| 2008/11/19  | "Jōnetsu no Daishō/ESCAPE" (情熱の代償/ESCAPE?)                                                 | 3                     | 3                     | 21                    | 259                   | 22,117                | 30,884                | 3                      | 1                      | 6                      | -                                        | Girl Next Door |
| 2009/04/15  | "Seeds of Dream"                                                                                | 2                     | 3                     | 17                    | 193                   | 25,269                | 34,266                | 3                      | 4                      | 4                      | -                                        | Next Future    |
| 2009/06/10  | "Infinity"                                                                                      | 1                     | 1                     | 14                    | 139                   | 30.641                | 47.598                | 3                      | -                      | -                      | -                                        | Next Future    |
| 2009/08/05  | "Be your wings/FRIENDSHIP/Wait for you"                                                         | 3                     | 4                     | 19                    | 191                   | 22.801                | 34.354                | 7                      | 6                      | 6                      | -                                        | Next Future    |
| 2009/11/25  | "Orion"                                                                                         | 8                     | 9                     | 39                    | 315                   | 16.338                | 22.993                | 16                     | 23                     | 10                     | -                                        | Next Future    |
| 2010/06/16  | "Freedom"                                                                                       | 4                     | 9                     | 48                    | -                     | 8.858                 | 12.015                | 18                     | 23                     | 12                     | -                                        | Destination    |
| 2010/10/13  | "Ready to be a lady"                                                                            | 6                     | 8                     | 34                    | -                     | 9.138                 | 12.972                | 11                     | 14                     | 11                     | -                                        | Destination    |
| 2010/12/22  | "Unmei no Shizuku ~Destiny's Star~/Hoshizora Keikaku" (運命のしずく~Destiny's star~/星空計画?)" | 4                     | 7                     | 48                    | -                     | 9.386                 | 13.487                | 10                     | 35                     | 11                     | -                                        | Destination    |
| 2011/04/13  | "Silent Scream"                                                                                 | 12                    | 15                    | 48                    | -                     | 5.716                 | 7.056                 | 19                     | 19                     | 16                     | -                                        | Destination    |
| 2011/09/07  | "Dadapara!!" (ダダパラ!!?)                                                                      | 16                    | 23                    | -                     | -                     | 4,622                 | 5,282                 | 38                     | 48                     | 35                     | -                                        | Agaruneku!     |
| 2011/10/19  | "Rock Your Body"                                                                                | 19                    | 21                    | -                     | -                     | -                     | 4,286                 | 73                     | 93                     | 28                     | -                                        | Agaruneku!     |
| 2011/11/16  | "Boogie-woogie Night" (ブギウギナイト?)                                                         | 22                    | 33                    | -                     | -                     | 2,883                 | 3,328                 | 76                     | -                      | 42                     | -                                        | Agaruneku!     |
| 2012/05/30  | "Signal"                                                                                        | 17                    | 31                    | -                     | -                     | 3,211                 | 3,600                 | 90                     | -                      | -                      | -                                        | TBA            |

### Álbumes
| Lanzamiento | Título            | Oricon Singles Charts | Oricon Singles Charts | Oricon Singles Charts | Oricon Singles Charts | Oricon Singles Charts | Oricon Singles Charts | Descargas Digitales (todos los formatos) |
| Lanzamiento | Título            | Máxima Posición       | Máxima Posición       | Máxima Posición       | Máxima Posición       | Ventas                | Ventas                | Descargas Digitales (todos los formatos) |
| Lanzamiento | Título            | Diario                | Semanal               | Mes                   | Año                   | Debut                 | Total                 | Descargas Digitales (todos los formatos) |
| ----------- | ----------------- | --------------------- | --------------------- | --------------------- | --------------------- | --------------------- | --------------------- | ---------------------------------------- |
| 2008/12/24  | Girl Next Door    | 1                     | 3                     | 4                     | 35                    | 171.165               | 212.411               |                                          |
| 2010/01/20  | Next Future       | 1                     | 1                     | 10                    | 90                    | 56.436                | 91.138                |                                          |
| 2011/04/27  | Destination       | 3                     | 5                     | 29                    | 263                   | 16.393                | 21.815                |                                          |
| 2011/12/28  | Agaruneku!        | 9                     | 19                    | -                     | -                     | 5,523                 | 8,271                 |                                          |
| 2012/03/07  | Single Collection | 13                    | 26                    | -                     | -                     | 4,156                 | 4,156                 |                                          |